# Carios silvai
Carios silvai är en fästingart som beskrevs av Cerny 1967. Carios silvai ingår i släktet Carios och familjen mjuka fästingar.
Artens utbredningsområde är Kuba. Inga underarter finns listade.